# Popshit
Popshit er det danske rockband Natural Born Hippies' debutalbum, som blev udgivet i 1999.
Albummet indeholder gruppes med succesfulde single, "Lola (If You Ever...)", der er en coverversion af The Kinks sang fra 1970. Den nåede 5 uger på Tjeklisten med #5 som højeste placering. Albummet modtog 3/6 stjerner i musikmagasinet GAFFA.

## Spor
1. "Lovestream" - 3:51
2. "Lola (If You Ever...)" - 4:01
3. "Save Me" - 3:20
4. "Don't Rehearse" - 3:32
5. "Jane" - 2:48
6. "Smile" - 2:51
7. "Weak As A Man" - 3:42
8. "Strawberry Girl" - 3:55
9. "Perfect Day" - 2:38
10. "Then I Didn't Know" - 5:15
11. "Am I Not Sweet" - 4:28
12. "?" - 1:20
13. "Spiderman" - 3:46
14. "Them All" - 3:40
15. "I Will Get You" - 4:26